# O Batismo de Constantino
O Batismo de Constantino é uma pintura realizada por assistentes do pintor renascentista italiano Rafael. Ela, provavelmente. foi pintada por Gianfrancesco Penni, entre 1517 e 1524. Está situada no Palácio Apostólico em uma das chamadas Salas de Rafael, a Sala de Constantino.
As quatro Salas de Rafael (em italiano: Stanze di Raffaello) formam um conjunto de salas de recepção no Palácio Apostólico, agora parte dos Museus do Vaticano, na Cidade do Vaticano. Elas são famosas por seus afrescos, pintados por Rafael e sua oficina. Juntamente com os afrescos do Teto da Capela Sistina de Michelangelo, eles são as principais sequências de afrescos que marcam o Alto Renascimento em Roma.
Após a morte do Papa Júlio II, em 1513, com duas salas com afrescos, o Papa Leão X continuou o programa. Após a morte de Rafael em 1520, seus assistentes Gianfrancesco Penni, Giulio Romano e Raffaellino del Colle terminaram o projeto com os afrescos na Stanza di Costanti.

## História

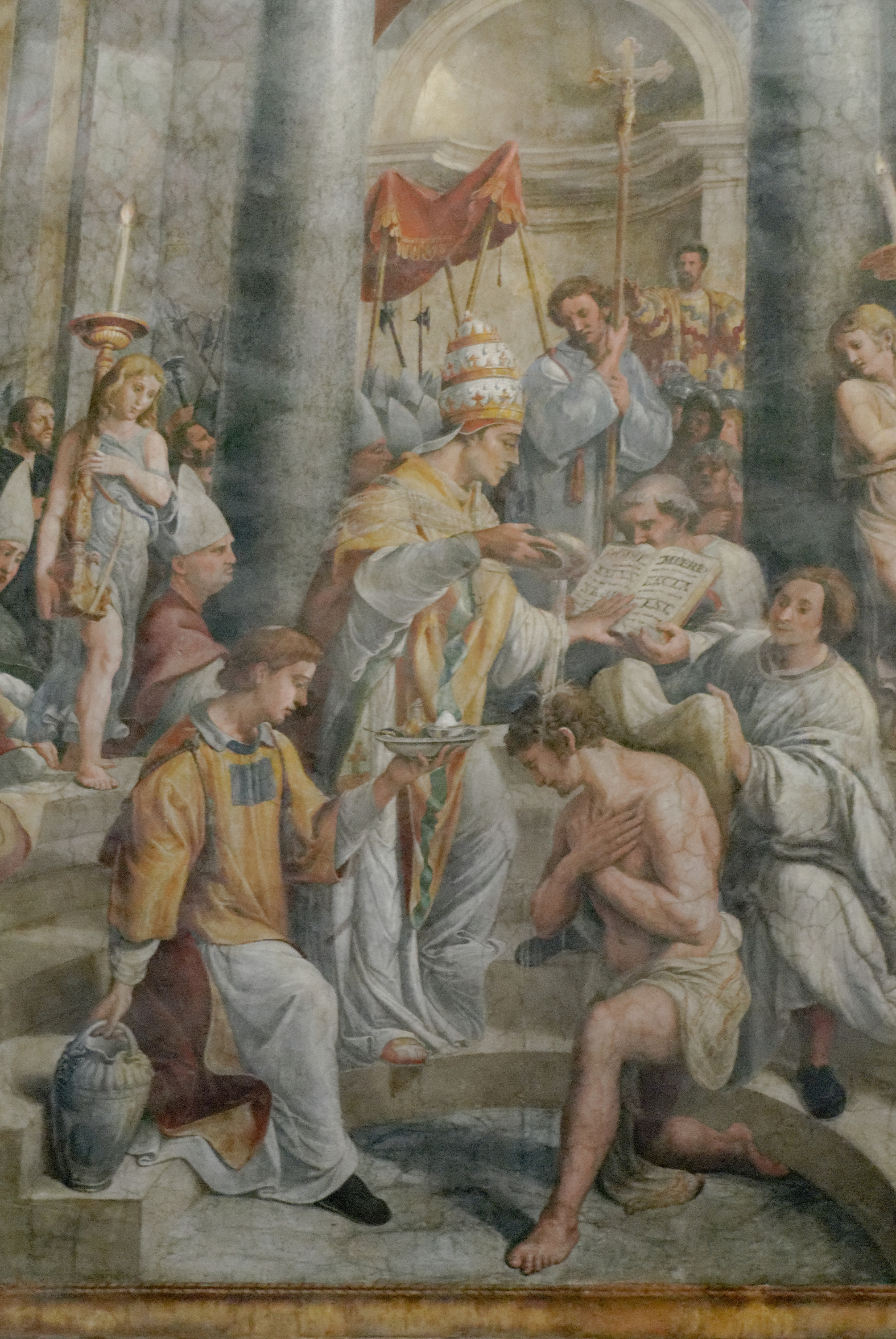
Batismo de Constantino - Escola de Rafael (detalhe)

Na primavera de 1519, o Papa Leão X (1513-1521) encomendou ao
pintor Rafael decorar sua sala de audiências com cenas da vida
do primeiro imperador cristão, Constantino, o Grande. Nem Leão X
nem Raphael viveram para ver o projeto concluído. Em 1524 foi concluído
pelos alunos de Raphael Giulio Romano e Gianfrancesco Penni por
ordem do primo de Leão X, Papa Clemente VII (1523-1534). Depois que o  mestre morreu, em 1520, Penni trabalhou em conjunto com outros membros da oficina de Rafael para concluir a comissão de decorar com afrescos os aposentos.
O ciclo das quatro grandes cenas da vida de Constantino, o
Grande, que foi feito para parecer tapeçaria, começa no
parede de entrada no lado leste da sala. A primeira cena mostra o
A Visão da Cruz aparecendo no céu na véspera da batalha de Constantino na
disputa contra Maxêncio. A próxima cena, na longa parede sul,
mostra Constantino triunfando sobre seu adversário na Ponte Mílvia
ponte. O ciclo continua na parede oeste - através da qual
entra-se nas salas papais - com uma representação do Papa Silvestre
batizando o imperador, e termina com a cena entre as
janelas na parede norte, mostrando como o Papa recebe a
famosa doação das mãos de Constantino.

## Descrição
Na pintura, o imperador Constantino, o Grande, é representado de joelhos para receber o sacramento do Papa Silvestre I no Batistério de San Giovanni in Laterano. O pintor deu a Silvestre os traços de Clemente VII, o Papa, que ordenou que os afrescos fossem concluídos após a obra ter sido interrompida durante o pontificado de Adriano VI.